# Grotte de Fumane
L'abri Solinas, plus connu sous le nom de grotte de Fumane, est un site préhistorique italien qui se situe sur le versant des monts Lessini, dans les Préalpes de Vénétie. Il est situé au-dessus de la localité de Ca 'Gottolo, le long de l'ancienne route qui va de Fumane au hameau de Molina, dans la province de Vérone.

## Historique
La grotte a été découverte en 1962 par Giovanni Solinas et son fils Alberto Solinas, tous deux passionnés et spécialistes de paléontologie et de Préhistoire locale. L'abri est connu par les habitants de la région sous le nom de "Gli Osi" en raison des très nombreux vestiges qui s'y trouvaient.
Les fouilles ont débuté en 1988 et sont toujours en cours. Une partie des objets sont conservés au musée de Sant'Anna d'Alfaedo.
La grotte de Fumane s'inscrit dans un ensemble de sites préhistoriques situés au nord de Vérone. On y trouve les sites les plus grands, les plus importants et les plus accessibles dans le Riparo Soman, Riparo Tagliente dans le Covolo di Camposilvano, et dans le système de grottes au pied du Ponte di Veja, dans le Castelliere delle Guaite, ainsi qu'une myriade de sites mineurs, fréquentés et documentés.

## Le site
La découverte de restes d'animaux a permis de confirmer la paléofaune présente dans la région : le renard, la hyène, le loup, l'ours brun, le lynx, le chat sauvage et le lion des cavernes.
La grotte a été occupée d'environ 60 000 ans avant le présent (AP), vers la fin du Paléolithique moyen, avec l'Homme de Néandertal, au Paléolithique supérieur, avec Homo sapiens, d'environ 34 000 à 32 000 ans AP jusqu'à l'effondrement de la grotte, que l'on présume remonter à 25 000 ans AP, au plus fort de la dernière période glaciaire.

### Abri moustérien
La grotte a été occupée par les derniers Néandertaliens, au Moustérien récent, à la toute fin du Paléolithique moyen. Les couches les plus anciennes fouillées dans la grotte (A6 et A5) datent du stade isotopique 3, vers 40 450 à 40 150 ans.
Les couches suivantes (A4 et A3) contiennent une industrie dite « de transition », avant les couches plus récentes datant de l’Aurignacien.

### Abri aurignacien
Après les Néandertaliens, l’abri a été occupé par des hommes modernes (Homo sapiens) lors de la période aurignacienne au cours du début du Paléolithique supérieur. Les couches A1 et A1 présentent une industrie typique du Protoaurignacien, et les couches D3-D7 un Aurignacien classique. Les vestiges indiquent une grande rupture entre les cultures moustériennes et aurignaciennes, par la structure d’habitat, la technologie lithique, les animaux et stratégie de chasse, et enfin la présence d’objets de parure et de production artistique dans l’occupation aurignacienne.
Les vestiges trouvés vont des outils en silex ou en os, aux objets ornementaux, faits de coquillages perforés, ou couverts d'ocre, et de dents de cerf. L’industrie lithique de ces niveaux se caractérise par une production de petites pointes sur lamelles et de lamelles à retouche marginale.
Des dessins d'ocre, parmi les plus anciens dessins connus en Europe, se sont détachés du mur. À ce jour, seulement cinq ont été identifiés, dont deux sont très connus. Le premier représente un être cornu sur lequel plusieurs hypothèses ont été avancées et sont toujours débattues : il pourrait s'agir d'un chamane en tant que simple opérateur rituel, avec un objet votif dans la main, qui n'a rien à voir avec les pratiques chamaniques, mais il pourrait aussi s'agir d'une figure symbolique qui synthétise les sphères humaine et animale, ou une mère tenant par la main un enfant, ou encore un chasseur avec sa proie (les dessins après environ 35 000 ans sont très effacés et les interprétations sont débattues). L'autre dessin représente un animal, un félidé ou un mustélidé.
L'abri était principalement habité du printemps à l'automne, avec un déplacement hivernal vers des zones moins froides.

## Le musée
L'abri Solinas a été conçu comme un musée insolite. Grâce à la contribution d'une fondation bancaire locale, il a été rendu accessible au public pour les visites. Il n'est pas facilement accessible aux personnes handicapées en raison de son emplacement à des centaines de mètres du parking le plus proche et sur une route en forte pente. Le travail de muséographie a été réalisé par un groupe d'architectes dirigé par Arrigo Rudi. Le bâtiment a deux entrées, la première donne sur la rue avec une structure en bois laminé et en plastique transparent afin de laisser entrer le plus possible de lumière naturelle, plus un accès secondaire à l'intérieur du bois qui permet d'entrer dans la partie haute de la grotte, évitant ainsi le sentier avec des échelles. La coupe stratigraphique est mise en évidence et expliquée, datée par le carbone 14. Chaque couche est mise en évidence par le matériel archéologique qu'on y a trouvé : charbons, carcasses d'animaux corrélées à leurs aires d'abattage, les éclats de silex, les matières organiques et les outils.
Le bâtiment fait partie du système muséal de Lessinia qui implique en premier lieu la communauté montagnarde de Lessina et en second lieu l'Autorité du parc et la municipalité.
Les recherches sont actuellement menées par l'Université de Ferrare et Milan, mais sont ouvertes à la collaboration internationale, de sorte que la récente inauguration a été coordonnée par le professeur Janusz Kozlowski de Cracovie, actuel président de la Commission européenne du Paléolithique supérieur.